# سیارک ۱۳۶۰
سیارک ۱۳۶۰ (به انگلیسی: 1360 Tarka، نامگذاری:1935OD) هزار و سیصد و شصتمین سیارک کشف شده‌است که در ۲۲ ژوئیه ۱۹۳۵ کشف شد.
قدر مطلق سیارک برابر ۱۱٫۰۰ است.